# 2017年多倫多國際影展
第42屆多倫多國際影展於2017年9月7日至17日（當地時間）在加拿大多倫多舉行。

## 單元
以下電影被選定為各單元：

### 全景展映單元
- 《決戰賽末點》，導演：傑納斯·麥茲·派德森
- 《我要為你呼吸》，導演：安迪·瑟克斯
- 《接球手間諜》，導演：本·列文
- 《這就是生活！》，導演：奧利維爾·那卡契、艾瑞克·托萊達諾
- 《最黑暗的時刻》，導演：喬·萊特
- 《最後相愛的日子》，導演：保羅·麥格根
- 《洛杉磯大劫難》，導演：丹妮茲·蓋姆澤·厄古文
- 《長時間奔跑》，導演：珍妮佛·柏施瓦爾、尼克·德·潘瑟爾
- 《瑪麗雪萊》，導演：海法·曼蘇爾
- 《冰峰逃生》，導演：哈尼·阿布-阿塞德
- 《泥沼》，導演：迪·里斯
- 《你是我的勇氣》，導演：大衛·高登·格林
- 《活個精彩》，導演：尼爾·柏格
- 《愛·欺》，導演：比約恩·榮格
- 《女先行者》，導演：蘇珊娜·懷特

### 特別放映
- 《每分钟120击》，導演：羅賓·康皮洛
- 《普通女人》，導演：賽巴斯蒂安·李歐
- 《法國的一季》，導演：麥哈梅·沙雷·赫魯
- 《勝負反手拍》，導演：強納森·達頓、華蕾莉·法里斯
- 《爭吵者》，導演：阿努拉格·卡許亞普
- 《女孩要養家》，導演：諾拉·托梅
- 《以你的名字呼喚我》，導演：盧卡·格達戈尼諾
- 《追風》，導演：蓋爾·莫海
- 《判決》，導演：李察·艾爾
- 《電流大戰》，導演：艾方索·戈梅茲-雷瓊
- 《違命》，導演：賽巴斯蒂安·李歐
- 《縮小人生》，導演：亞歷山大·潘恩
- 《他們先殺了我父親：柬埔寨女孩的回憶》，導演：安潔莉娜·裘莉
- 《監護人》，導演：札維耶·波瓦
- 《飢餓》，導演：伯尼拉·查特傑
- 《我，托尼亞》，導演：克雷格·格里斯佩
- 《旅程盡頭（英语：Journey's End (2017 film)）》，導演：Saul Dibb（英语：Saul Dibb）
- 《不得鳥小姐》，導演：葛莉塔·潔薇
- 《母親！》，導演：戴倫·艾洛諾夫斯基
- 《見習》，導演：瑪格麗特·貝茨
- 《奧梅拉》，導演：漢薩爾·梅赫達
- 《跳水》，導演：梅蘭妮·蘿倫
- 《成功的代價》，導演：泰迪·盧西·莫德斯特
- 《神力女超人的秘密》，導演：安吉拉·羅賓森
- 《騎士》，導演：趙婷
- 《敵對分子》，導演：史考特·庫柏
- 《水底情深》，導演：吉勒摩·戴托羅
- 《傑克遜酋長》，導演：阿穆爾·薩拉瑪
- 《自由廣場》，導演：魯本·奧斯特倫德
- 《淹沒》，導演：溫·韋德斯
- 《完美社區謀殺案》，導演：喬治·克隆尼
- 《西爾瑪》，導演：尤沃金·提爾
- 《意外》，導演：馬丁·麥多納
- 《女王與知己》，導演：史蒂芬·佛瑞爾斯
- 《芳华》，導演：冯小刚
- 《巴比龙》，导演：Michael Noer

### 大師
- 《之后》，導演：洪常秀
- 《脸庞，村庄》，導演：阿涅斯·瓦尔达、J.R（英语：JR (artist)）
- 《无爱可诉》，導演：安德烈·萨金塞夫
- 《第三度殺人》，導演：是枝裕和

### 午夜瘋狂
- 《浴血狂花》
- 《99號牢房的賽局》，導演：S·克雷格·扎勒
- 《大災難家》，導演：詹姆斯·法蘭科
- 《爸媽也瘋狂》，導演：布萊恩·泰勒
- 《驚神時光屋》
- 《極限獵殺》

## 評審名單
- 陳凱歌：導演[4]
- 瑪寇札塔·叔莫斯卡：導演兼編劇
- 溫·韋德斯：導演

## 外部連結
- 官方网站